# Regionální sdružení Šumava
Regionální sdružení Šumava je zájmové sdružení právnických osob v okresu Český Krumlov, okresu Klatovy a okresu Prachatice, jeho sídlem jsou Stachy a jeho cílem je garantování a reprezentování šumavských obcí. Sdružuje celkem 35 obcí a byl založen v roce 1993.

## Obce sdružené v mikroregionu
- Běšiny
- Borová Lada
- Chudenín
- Dub
- Frymburk
- Hamry
- Hartmanice
- Hlavňovice
- Horní Vltavice
- Horská Kvilda
- Hrádek
- Kašperské Hory
- Ktiš
- Kubova Huť
- Kvilda
- Lenora
- Lipno nad Vltavou
- Nová Pec
- Petrovice u Sušice
- Prášily
- Rejštejn
- Srní
- Stachy
- Strašín
- Strážný
- Strážov
- Stožec
- Sušice
- Vacov
- Velhartice
- Vrhaveč
- Záblatí
- Zbytiny
- Zdíkov
- Železná Ruda